# 부츠

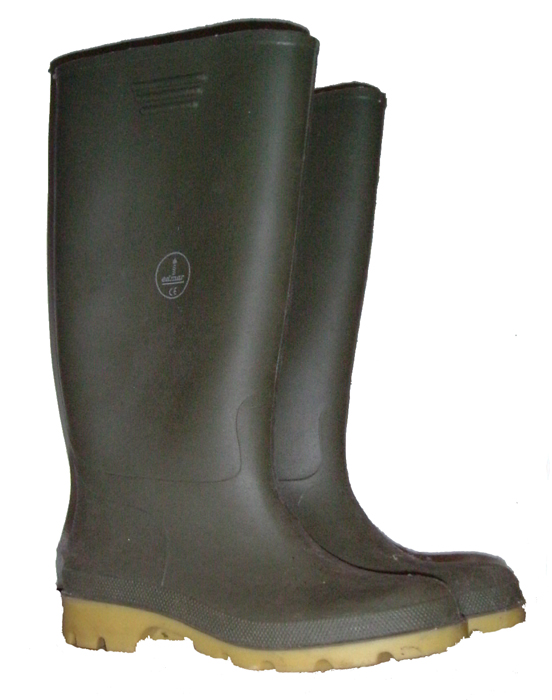
고무장화.

부츠(영어: boots) 또는 장화란 신발의 한 종류로 복사뼈 위나 장딴지 이상 높이의 신발을 총칭한다. 부츠는 용도, 높이에 따라 나뉜다. 부츠의 용도는 패션, 방한, 방수, 스포츠, 안전 등으로 여러가지가 있다. 보통 니하이부츠(knee high boots) 이하의 길이를 미들부츠(middle boots), 그 이상을 롱부츠(long boots, 문화어: 왈렌끼)로 부른다.
"부츠(Boots)"는 목이 긴 신발이다. 즉, Long (neck) shoes(롱 (넥) 슈즈, 장(목)신발)와 같은 뜻인데 장목 양말의 길이와 같은 신발이다. 일반적으로 방한을 위한 긴 길이의 신발과 승마용 신발을 의미한다. 보통 가죽이나 고무로 만든다. "레인 부츠(Rain boots)"는 방수가 목적인 롱 슈즈(Long shoes, 장화)이다. 또한 "장화"의 한자어 "장"은 "긴(long)" 이외 "담(Wall)"을 뜻하기도 해 외부의 자극에 대해 보호하는 기능을 상징한다. 길이에 따라 아래와 같이 명칭이 달라지고, 양말의 명칭과 동일하다.
1. 반 장화(Half rainshoes, Half boots) : 보통의 신발 크기의 장화
2. 발목 장화(Ankle rainshoes, Ankle boots)
3. 단(목) 장화(Short(neck) rainshoes, Short boots)
4. 장(목) 장화(Long(neck) rainshoes, Long boots)
5. 무릎 장화(Knee rainshoes, Knee boots)
6. 허벅지 장화(Thigh rainshoes, Thigh boots)
7. 바지 장화(Pants rainshoes, Pants boots)
8. 조끼 장화(Vest rainshoes, Vest boots)
9. 반팔 장화(Shortsleeves rainshoes, Shortsleeves boots)
10. 긴팔 장화(Longsleeves rainshoes, Longsleeves boots)
11. 모자 장화(Hood rainshoes, Hood boots)

## 신발의 분류

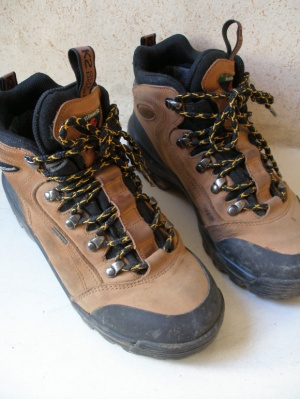
작업용 부츠- 등산부츠

신발은 크게 폐쇄식(closing state)-발등을 감싸는 형식, 개방식(open state)-발등을 감싸지 않는 형식으로 나뉜다.
아래는 용도에 따른 일반적 분류다.
1. 드레스 화 (Dress shoe) : 정장화를 일컫는 말이다. 원래는 야회 등 사교적인 장소에 나갈 때 정장에 맞게 신는 신발을 가리켰으나 지금은 정장 스타일에 맞는 신발을 통틀어 부른다.
2. 캐주얼 화(Casual shoe) : 간편과, 경량화를 일컫는 말이다. 보통 여가선용에나 간편한 복장을 입었을 때 신는 신발을 말한다.
3. 스포츠 화(Sport shoe) : 운동할 때 신는 신발이다. 스니커(sneaker), 트랙 슈(Track shoe), 볼링 슈(Bowling), 골프, 테니스, 축구, 야구 등을 말한다.
4. 작업 화(Work shoe) : 작업할 때 신는 신발이다. 선심 소재가 철재로 되어 있고 허리쇠도 올 섕크(all shank)로 되어 있으며 그 예로는 안전화(safety shoe, safe boots) 등이 있다.
5. 전투화(Combat shoe) : 전쟁 시 신는 신발이다. 정글화, 군화, 서비스 슈(Service shoe), 듀티 슈(Duty shoe) 등이 있다.
6. 기능성 화(Functional shoe) : 어떤 특수한 목적을 위해 그 기능을 향상시키기 위해 설계되고 제조된 신발의 종류이다. (예) 스포츠화, 교정화, 수술화, 작업화, 등산화, 사이클화, 안전화, 런닝화, 승마화, 발레화, 임부화, 태권도화, 축구화, 야구화 등[1]

## 부츠(Boot)의 개념
부츠란 갑혁(upper)이 복사뼈 위까지의 다리 부분을 덮는 목이 긴 신발이나 장딴지 이상 높이의 구두를 총칭한다. 한국어로는 목 구두라고도 불린다. 신발의 개폐부분에는 지퍼, 단추, 끈, 고리 등이 이용된다. 부츠는 사용하는 이유에 따라 많은 종류가 있으며 주로 가죽과 고무를 사용하고 오늘날에는 합성피혁도 많이 사용되고 있다. 부츠는 고대에서부터 중세를 거쳐 근대까지 즐겨 사용되었다. 19세기 중엽까지는 남성의 신발이었으나, 의복과 디자인의 발달로 남녀노소 누구에게나 각광 받는 패션 아이템이다.

## 부츠의 종류
첼시이나 비틀스의 멤버

### 앵클 부츠(ankle boots)
앵클은 발목의 뜻으로 목 높이가 15~20cm이다. 즉 발목이 복사뼈까지 깊이의 장화를 말한다. 이때 여자가 신는 구두를 앵클 애놀 부츠(ankle anole boots)라 하며, 남자가 신는 구두를 차카 부츠(chukka, chukker boots)라고 한다.

### 차카 부츠(chukker boots)
말을 타고 공을 치는 게임(chukka game, polo game-폴로 경기의 1라운드를 「【찻카】」라고 말한다. ) 때 신었기 때문에 어원이 되었다. 1898년에 영국에서 등장하고, 1920년대에 미국에서도 유행했다. 일반적으로 부츠가 아니고 톱-라인까지의 높이가 복사뼈를 가릴 정도의 것으로 주로 남화의 구두를 말한다. 재료는 스웨이드(sude)나 벨로아(veloure) 등의 가죽으로 만든 것으로 한쪽 날개에 "구두끈 구멍(eyelet)"이 두 개 있는 것이 보통이다. 기장은 복사뼈까지 있어, 【토】는 플레인·【토】 아일렛은 두세 개가 기본형이다. 영국 디저트·부츠의 원형이다.

### 조드풀(jodhpur)
구두의 날개 옆쪽에 버클을 붙인 복사뼈 위까지의 승마화이다. 죠프·부츠라고도 불리며 발목에 가는 스트랩으로 멈추는 형태를 두르고 있기 때문에 심한 움직임에 사용한다. 1890년대에 영국에서 등장하였고 인도의 조드퍼스 기병대가 승마에 사용하고 있었던 것에서 유래하여 부르고 있다.

### 반부츠(half boots)
미드부츠(mid-boots) 또는 바스킨(buskin)으로 불리며 종아리의 반까지 오는 장화를 말한다. 목높이는 20~30 센티미터 정도이다. 종류로는 인디안부츠, 카우보이 부츠, 웨스턴 부츠(western boots) 등이 있다. 웨스턴 부츠(Western Boots)는 카우보이 부츠라고도 불리며, 승마시에 구두가 간단히 벗겨지지 않고 가시등으로부터 발을 보호한다. 승마시에 적합하도록 힐이 경사면에 잘려 있다. (이 힐은 보행에는 적합하지 않음) 또한 토(toe)도 사다리에 넣기 쉬게 뾰족한 것이 많으며 말 위에서 몸무게를 떠받치기 위해서 스틸·생크가 되어 있는 것도 있다. 부츠의 탈착에는 전용의 부츠·잭을 사용한다.

### 긴부츠(long boots)
니하이 부츠(knee high boots)라고도 한다. 니하이는 무릎 높이라는 의미이며 그 높이는 보통 35~38 센티미터 정도이나 그 보다 더 긴 것도 있다. 즉 일반적으로 정강이까지의 긴 장화를 말하며, 그 종류는 다음과 같은 것들이 있다.
- 스트레치 부츠(stretch boots)

신축성이 있는 합성피혁을 사용한 부츠이며, 천연피혁에 비해 잘 늘어나서 발에 꼭 맞게 양말처럼 신을 수 있다.
- 헷시안 부츠(hession boots)

러시안 부츠라고 불리며 뒷꿈치는 하이힐(high heel) 내지는 큐번힐(cuban heel)이있고, 촙 라인은 모피나 가죽을 접어서 붙인 무릎길이의 장화이다. 18세기 초에 독일의 헤시안 병사들이 신었던 구두이다.
- 웰링턴 부츠(wellinton boots)

남자 승마용 장화로 주로 영국군이 군화로 사용했었다. 이것은 부츠의 각부가 바지의 아래에 오게끔 해서 신는다.

### 사이 하이 부츠(thigh-high boots)
허벅지 높이까지 올라오는 긴 장화를 의미한다.

### 기능성 부츠
- 축구부츠
- 워크 부츠(Work Boots)

일반적으로는 이 부츠는 엔지니어 부츠(Engineer Boots - 공장 등에서 사용되는 안전구두의 원형. 발등 부위를 가로지른 끈이 달려있어 외측에는 끈을 조정할 수 있는 고어가 붙어있는 부츠이다. 튼튼해서 오토바이용에도 애용), 페코스 부츠 등 작업에 사용하는 구두로, 혹은 거기에서 발전해 온 것을 통틀어 워크 부츠라 부른다. 방수성이 높아 트래킹에도 이용되는 것도 있다.
- 애프터 스키 부츠(after ski boots) : 애프레이 스키 부츠(apres ski boot)와 같은 말이며 스키장까지의 왕복이나 방한을 위해 신는 것으로 모피 등을 사용한 부츠이다.

## 부츠의 역사

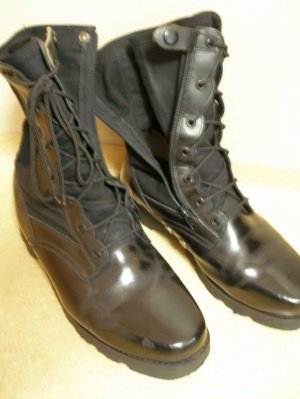
작업용 부츠 - 군화용 워커 부츠

반부츠(크레타섬) - 바스킨(아시리아제국) - 엔드로미스(고대그리스) - 캔바구스(소아시아지방) - 캡형 부츠(프랑스) - 톱 부츠(영국) - 니카용 부츠(유럽) - 부츠
- 크리트(Crete)

일명 "크레타(Creta)라고도 말하며, 섬나라이므로 타국과의 교역을 많이 하였는데 이집트로부터는 마, 서아시아에서는 모를 그리고 극동지방으로부터는 견(비단, silk) 등을 수입하여 복식에 많은 발전을 보게 되었다. 신발은 샌들과 굽이 있는 신발 그리고 부츠형 등을 신었다. 실내에서는 맨발로, 남자들은 발을 끈으로 종아리까지 매는 반부츠나 샌들을 집밖에서 신었다. 특히 이 지역은 울퉁불퉁한 곳이 많으므로 끈으로 감싸서 벗겨지지 않는 무거운 부츠형을 신었다.
- 그리스(Greece)

에게해 중심으로 문명이 형성되었으며 심리적으로 감정이 풍부하여 예술이 발달하였다. 대부분 샌들을 신었으나 부츠의 종류로는 코투르누스(Cothurnus)와 버스킨(buskin)이 있다. 코투르누스는 주로 연극배우들이 신었던 신발로 굽의 높이가 7.5 cm~9cm정도이며, 창의 재료는 주로 콜크(cork)로 되어 있고 발목 위까지 갑피가 올라와서 발목을 보호하도록 되어 있다. 사용목적은 야외 원형극장에서 연극을 상연할 때 멀리 위쪽에서 아래로 내려다보는 관객들에게 시각적으로 인체를 과장시키게 보일 목적으로 가면과 함께 사용되다가 나중에는 일반인들에게도 유행되었다. 그러나 그 당시 다른 나라에서는 종류는 약간 다르나 땅이 질었을 때 사용하기도 하였다. (한국에서는 80~90년대 숙녀들이 키를 크게 보이기 위해 사용) 버스킨은 신분이 높은 사람들이 신었으며 지금의 부츠형태로 목이 긴 신발이며 발가락이 나와 있고 중앙에는 끈으로 조절하게 되어 있으며 무릎 쪽에는 동물들의 그림이나 술을 달아 장식하기도 하였다. 사용 용도는 여행용이나 군인용으로 사용되었으며 신분에 따라 재료, 장식 등에 차이가 있다. 그 당시에 사용되었던 신발의 재료는 가죽, 파피루스 등이며 색깔은 남자는 가죽의 자연색이나 검은색이며, 여자는 적, 백, 황, 녹색 등을 썼다.
- 북유럽

고트인이나 앵글로색슨인들은 북부지방이므로 날씨가 추운 관계로 외출 시에 발등이나 발목을 보호할 수 있는 신발을 신었다. 먼 길을 갈때는 추위를 막기 위해서 지그의 반부츠나 긴부츠형인 갈리께(gallicae)를 신고 나갔다. 갈리께는 두장의 가죽을 맞붙이며 발목까지 오는 신발로 윗부분을 접어내려 커프스처럼 보이도록 한 신발로 고대로마 황제인 Gaius Caeser Caligue가 군화로 신었는데 고대 로마 병사 간에는 caligula로 불리던 것에서 유래된다.
- 바로크(Baroque)

부드러운 가죽으로 만든 롱부츠가 유행하였다. 후에는 반부츠와 앵클부츠가 유행하였다.

## 부츠의 파생어
- 부츠컷 : 반나팔이라고도 불리며 젊은이에게 각광받는 디자인의 형태. 허리에서 무릎까지는 폭이 좁은 데 반해 무릎 아래부터는 폭이 넓어서 부츠 위로 편하게 입을 수 있도록 만든 바지의 형태. 업체조사결과, 전체 청바지 아이템 중 부츠 컷 청바지 생산비율이 최소 15%, 최대 80%까지 차지한다고 응답하여, 디자인에 따른 청바지 아이템 중 단일품목으로 높은 생산비율을 나타내고 있었다. 부츠 컷 청바지의 선호하는 밑위길이는 20대는 짧은 밑위(21 cm), 중간 밑위(23 cm), 30대는 중간 밑위(23 cm), 짧은 밑위(21 cm)로 연령대별로 유의한 차이가 나타났다. 부츠 컷 착용 시 선호하는 신발의 굽높이가 5 cm, 7cm이다.

- 부티(bootee) : 최근 유행하는 부츠 스타일로 복사뼈만 덮는 로우 부츠이다. 보통의 ankle boots의 스타일.[4]

## 참고 문헌
- 최진 외, 부츠 컷(Boots-cut) 청바지 착용실태 및 맞음새에 관한 연구, 한국의류학회, 2008
- 김명웅, 신발의 역사= History of shoes, 선진문화사, 2004
- Linda O'Keeffe, shoes, Nes York, 1996
- Lawlor, Laurie, 임자경 역, 신발의 역사, 이지북, 2002

## 같이 보기
- 신발
- 하이힐
- 슬리퍼
- 운동화